# Shahrestān di Bardeskan
Lo shahrestān di Bardeskan (farsi شهرستان بردسکن) è uno dei 28 shahrestān del Razavi Khorasan, il capoluogo è Bardeskan. Lo shahrestān è suddiviso in 3 circoscrizioni (bakhsh):
- Centrale (بخش مرکزی)
- Shahrabad (بخش شهرآباد)
- Anabad (بخش انابد), con la città di Anabad.